# El Kantara (Biskra)
El Kantara (în arabă القنطرة) este o comună din provincia Biskra, Algeria.
Populația comunei este de 11.415 locuitori (2008).